# Mury i baszty moskiewskiego Kremla
Mury i baszty moskiewskiego Kremla – kompleks fortyfikacji obronnych, otaczający Kreml moskiewski, z charakterystycznymi merlonami i basztami zwieńczonymi spiczastymi hełmami z kolorowymi dachówkami.

## Historia

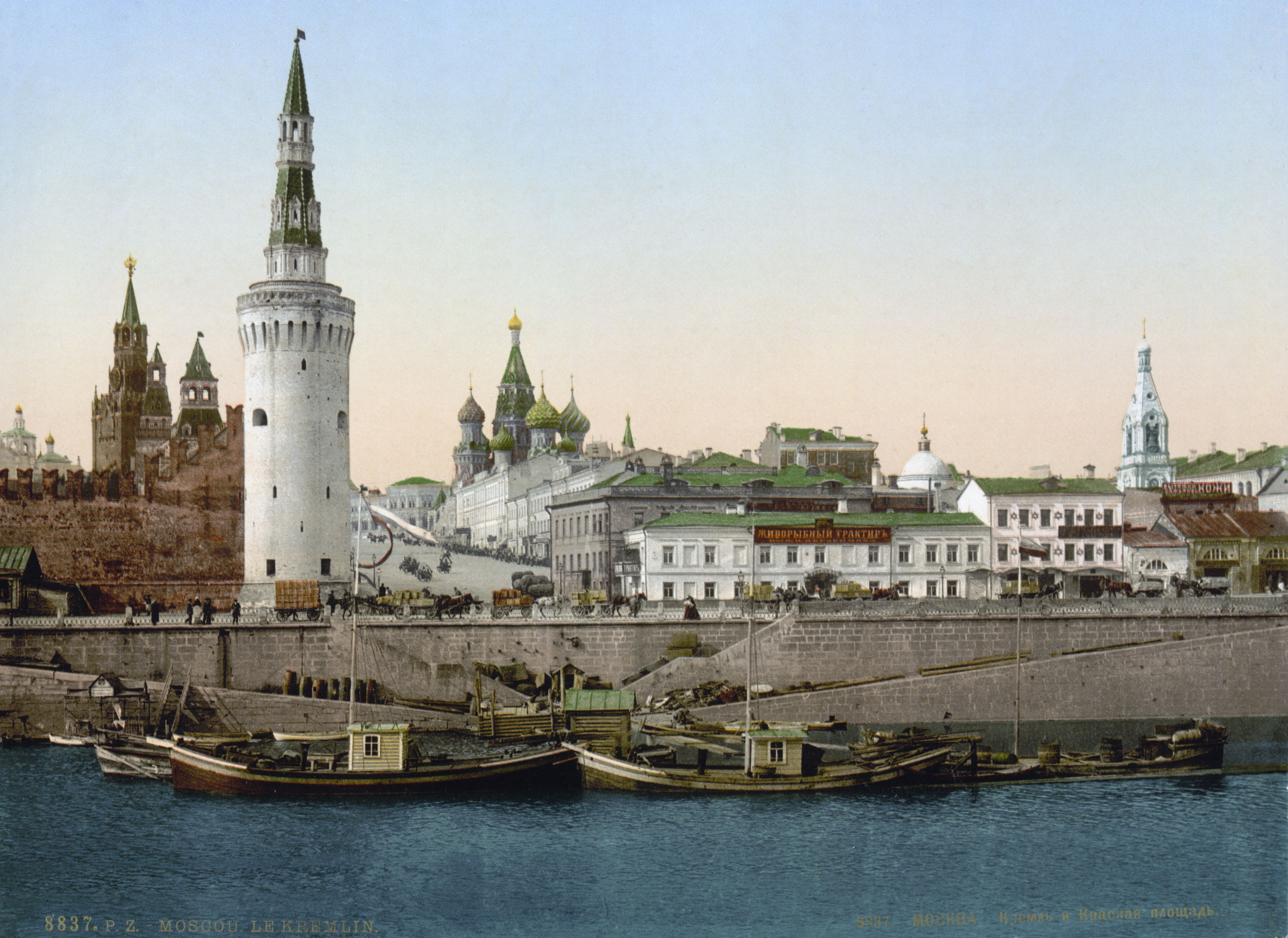
Kreml – białe mury i wieże w początku XIX w (rycina z epoki).

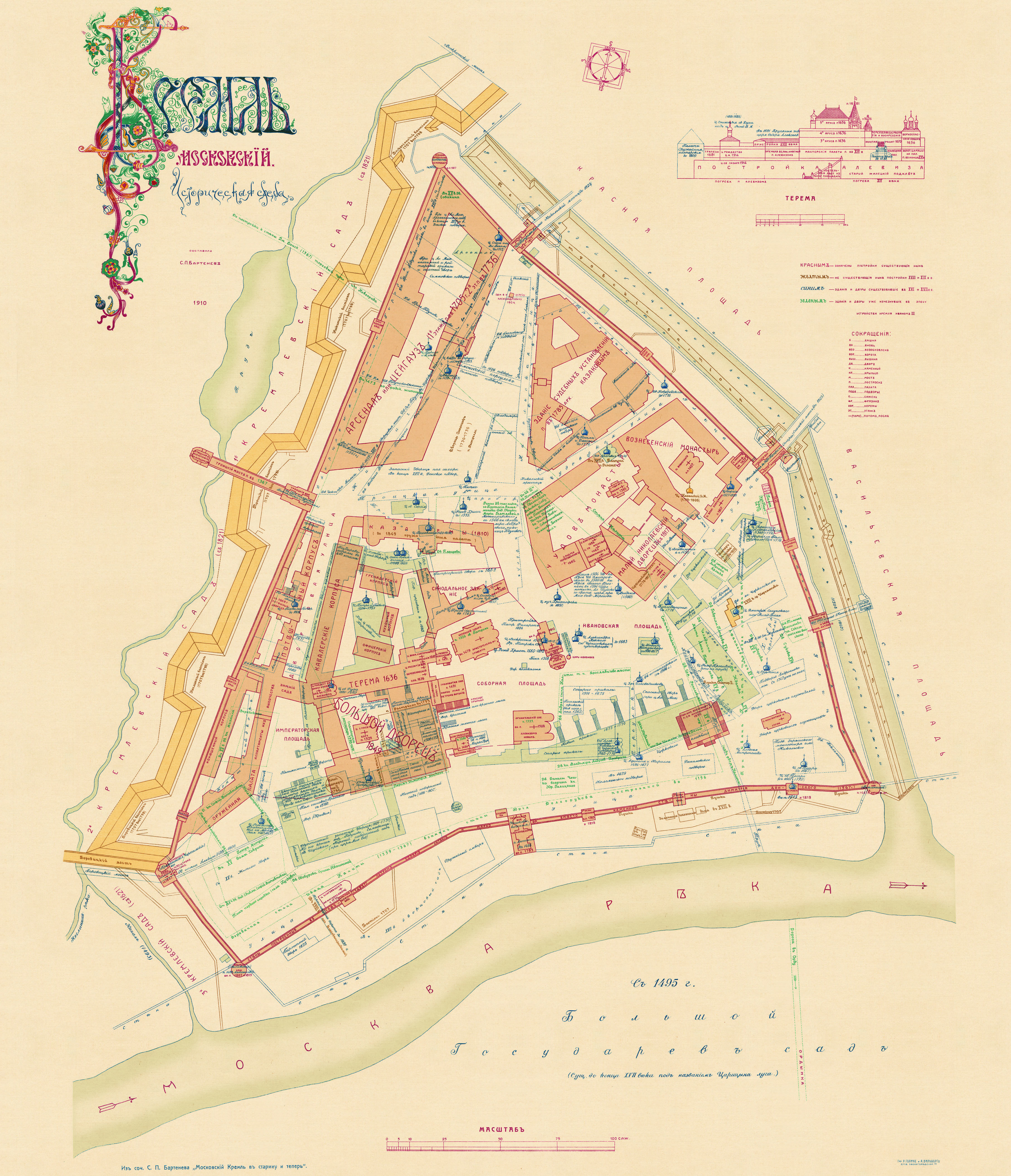
Mapa moskiewskiego Kremla – stan na pocz. XX w. z nałożonym położeniem wcześniejszych struktur architektonicznych

Rozbudowę fortyfikacji obronnych na wzgórzu Borowickim w Moskwie rozpoczął książę Jurij Dołgorukij w 1156 r. Powstał wówczas pierwszy drewniany fort z palisadą, który jednak wkrótce został spalony podczas najazdu mongolskiego. Fortyfikacje Kremla, jak i cała Moskwa, były w trakcie wieków wielokrotnie niszczone przez najazdy mongolskie, litewskie oraz przez pożary. W 1339-1340 książę moskiewski Iwan I Kalita zbudował większą, dębowo-ziemną cytadelę, o murach grubości od 2 do 6 m i wysokości powyżej 7 m. Pierwsze kamienne mury wzniesiono za panowania Dymitra Dońskiego w latach 1367-1368, korzystając z surowca z pobliskiego kamieniołomu Miaszikowo. Charakterystyczna barwa kamienia spowodowała, że od tego czasu Moskwę nazywano „białym miastem”, „białą Moskwą”, o czym wspomina hetman Stanisław Żółkiewski. Dzięki nowym murom Moskwa skutecznie przetrwała oblężenie przez wojska litewskie wielkiego księcia Olgierda w 1370 roku. Nowy etap w rozbudowie fortyfikacji Kremla rozpoczął się 1485 roku, od kiedy do budowy i modernizacji carowie zaczęli angażować architektów włoskich: pierwszym z nich był pochodzący z Vicenzy Antonio Gilardi, kolejnymi Aristotele Fioravanti, Pietro Antonio Solari, Marco Ruffo. Wówczas też do rozbudowy fortyfikacji zastosowano na dużą skalę cegły. Choć od tego czasu umocnienia kremlowskie wielokrotnie przebudowywano i odnawiano, zasadniczo zachowały one nadaną im w XV–XVI w. formę i styl. Kolejni władcy rozbudowywali umocnienia i odbudowywali zniszczenia powodowane przez oblężenia i pożary.
W latach 1534–1538 umocnienia Moskwy zostały rozbudowane o kolejną linię, wokół Kitaj-gorodu, która dochodziła do linii murów Kremla w rejonie Baszty Beklemiszewskiej. Borys Godunow w latach 1586-1587 otoczył Moskwę kolejnymi dwiema liniami murów, tak że w końcu XVI w. dostępu do Moskwy broniły cztery linie umocnień z ponad 120 wieżami.
Car Piotr Wielki w celu odnowienia potencjału obronnego miasta otoczył mury Kremla szeroką fosą i łańcuchem ziemnych bastionów. Po odparciu armii Napoleona z Rosji zostały one rozebrane, w ich miejscu utworzono parki, a ziemię wykorzystano do zasypania fosy przy murach północno-wschodnich i utworzenia placu (później zwanego Czerwonym). Mury i baszty kremlowskie zostały częściowo zniszczone przez wojska napoleońskie w 1812 roku. Naprawą kierował architekt Joseph Bové. W tym też okresie fortyfikacje Kremla uzyskały obecną postać, mimo iż jeszcze dwukrotnie ulegały poważnym uszkodzeniom (podczas rewolucji październikowej i bitwy o Moskwę w 1941 roku).

## Opis
Zespół fortyfikacyjny moskiewskiego Kremla składa się z nieregularnego pięcioboku obwodowych murów obronnych, 3 głównych baszt narożnych o przekroju kołowym, 4 kwadratowych baszt bramnych, 12 baszt pośrednich i barbakanu. Linia umocnień kremlowskich otacza obszar o powierzchni ok. 275 tys. m². Długość murów wynosi 2235 m.
Mury Kremla, o grubości od 3,5 do 6,5 m i wysokości od 5 do 19 m wieńczą blanki z merlonami o wysokości 2-2,5 m i grubości 0,6-0,7 m o charakterystycznych kształtach 'jaskółczego ogona', w których wycięte są strzelnice. Za krenelażem znajduje się platforma bojowa o szerokości ok. 2-4,5 m, zamknięta parapetem z białego kamienia. W skład fortyfikacji wchodzą też baszty, z których część zaprojektowano jako samodzielne punkty oporu i połączono sekretnymi tunelami. Baszty (w XV w. było ich 18, obecnie – 20), wielopiętrowe, zaopatrzone są w machikuły (obecnie zasłonięte), od XVI w zwieńczone są charakterystycznymi stromymi namiotowymi hełmami, które początkowo były drewniane, a za panowania Romanowów przebudowano je na ceglano-kamienne i pokryto kolorową dachówką, ułożoną w mozaikowe wzory. Baszty zbudowane są na planie kołowym, czworokątnym lub wielokątnym, niektóre posiadały własne ujęcia wody i furty wyjściowe.

## Baszty

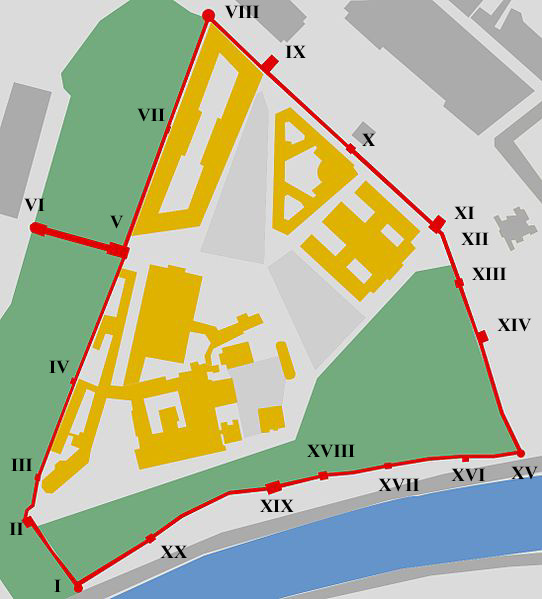
Plan moskiewskiego Kremla, z uwzględnieniem położenia baszt. Opis w tekście.

Lista baszt wchodzących w skład murów moskiewskiego Kremla (rzymska cyfra opisuje pozycję baszty na planie Kremla):
I- Baszta Wodociągowa, II- Baszta Borowicka, III- Baszta Zbrojowni, IV- Baszta Komendancka, V- Baszta Troicka, VI- Kutafja, VII- Baszta Środkowa Arsenalna, VIII- Baszta Narożna Arsenalna, IX- Baszta Nikolska, X- Baszta Senacka, XI- Baszta Spasska, XII- Baszta Carska, XIII- Baszta Nabatna, XIV- Baszta Konstantino-Jeleninska, XV- Baszta Beklemiszewska, XVI – Baszta Pietrowska, XVII- Baszta 2-ga Bezimienna, XVIII- Baszta 1-a Bezimienna, XIX- Baszta Tajna, XX- Baszta Zwiastowania.

### Baszta Borowicka

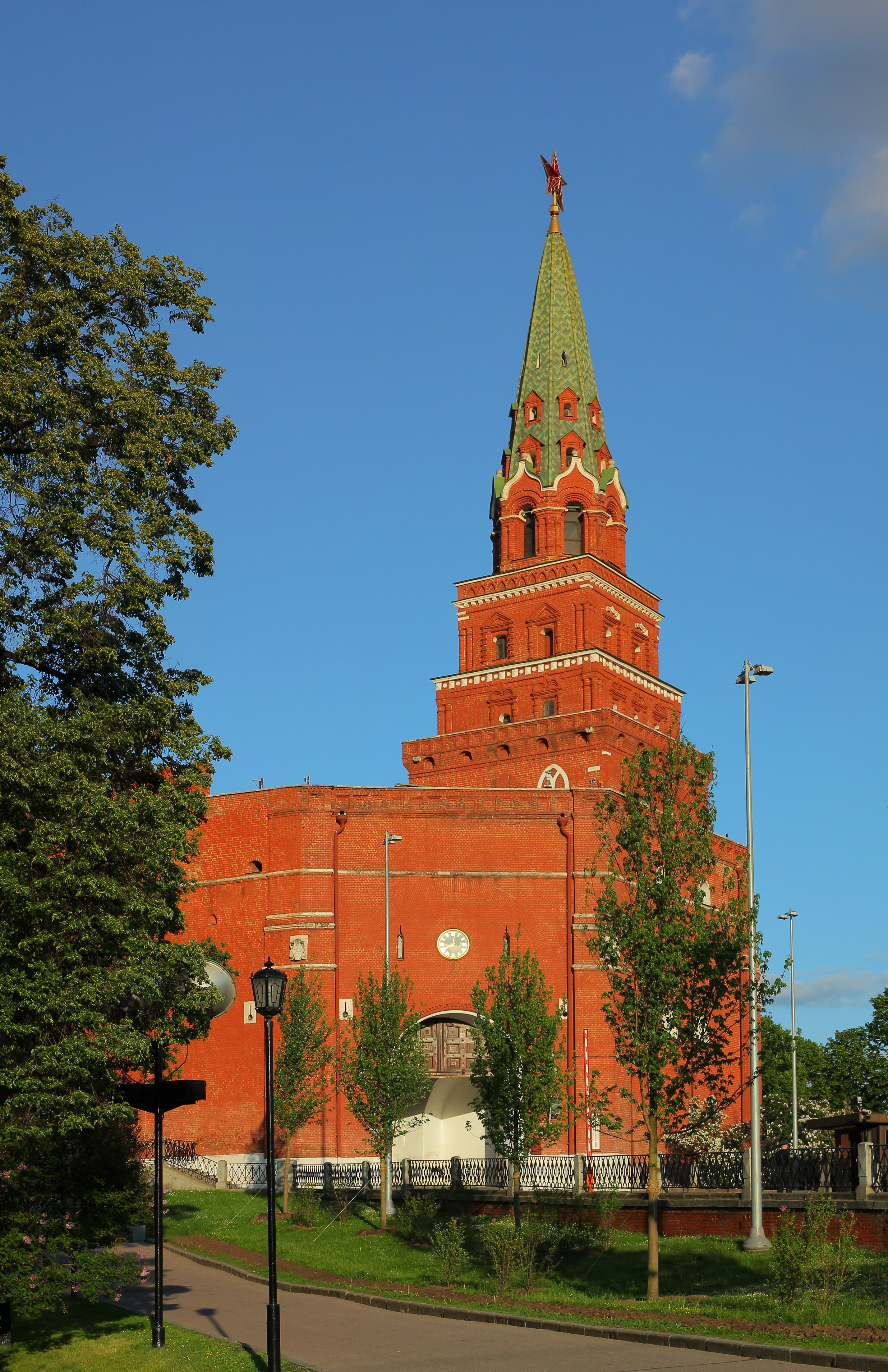
Baszta Borowicka

Боровицкая башня (ros. Borowickaja) – baszta narożna, w południowo-zachodnim narożniku murów, z bramą wejściową. Wysokość: 54,05 m. Nazwa pochodzi od jednego ze wzgórz, na których położona jest Moskwa. Powstała w 1490 roku, z polecenia cara Wasyla III, pod kierunkiem architekta Piotra Antonia Solariego. W roku 1658 na rozkaz cara Aleksego I Romanowa nazwę zmieniono na: башня Предтеченская (ros. baszta Priedtieczenskaja), od pobliskiej cerkwi pod wezwaniem Jana Chrzciciela (zwanego też Poprzedzającym – w ros. предтеча). Nazwa nie przyjęła się, po zburzeniu cerkwi w celu rozbudowy Kremlowskiego Arsenału powrócono do starej nazwy. W 1812 r. baszta została uszkodzona w wyniku wybuchu ładunku podłożonego przez saperów Wielkiej Armii Napoleona. Odbudowana w latach 1817-1819 (architekt: Joseph Bové). Pięciopoziomowa, na planie czworokątnym, posiadała most zwodzony (zlikwidowany w 1912 r.). Od 1935 na szczycie znajduje się pięcioramienna czerwona gwiazda. Brama w baszcie jest główna bramą wjazdową na teren Kremla.

### Baszta Zwiastowania
Благовещенская башня (ros. Błagowieszczenskaja) – nazwa pochodzi od ikony z przedstawieniem Zwiastowania, wiszącej na fasadzie wieży. Wysokość: 30,7 m (32,45 m wraz z wiatrowskazem, zainstalowanym w 1932 roku w miejscu krzyża), grubość ścian: 1,3-2,3 m, obwód 40m, trzy poziomy. Zbudowana w 1487-88 roku, na fundamentach wapiennych, będących pozostałością 'Białej Moskwy'. W czasach Iwana Groźnego była wykorzystywana jako więzienie. W XVII w. w pobliskich murach przebito furtkę, aby służący z pobliskich pałaców kremlowskich mieli dostęp do wody ze strumienia Portomoiny, płynącego za murami. Furtka została zamurowana w 1813 roku.

### Baszta Wodociągu

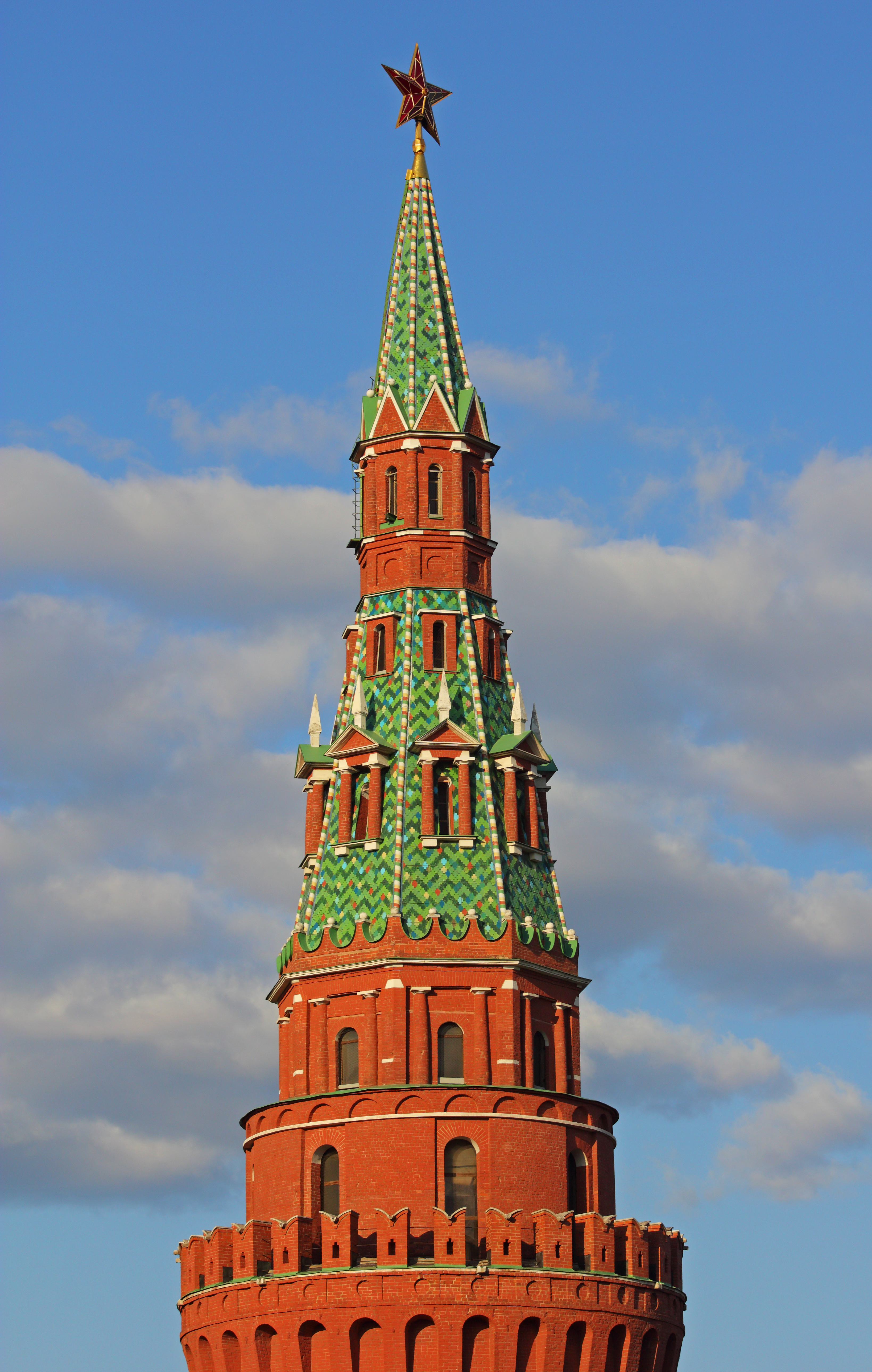
Baszta Wodociągu

Водовзводная башня (ros. Wodowzwodnaja) – baszta narożna w południowo-zachodniej części murów Kremla, nad rzeką Moskwą. Wysokość: 61,85 m, grubość: 2,2 m, obwód: 11 m. Zbudowana w 1488 roku pod kierunkiem Antonia Gilardiego. Początkowo zwana Basztą Swibłowa, od pobliskich posiadłości bojarskiej rodziny Swibłowów. Nazwa pochodzi od ujęcia wody z rzeki i stacji pomp, które wybudowano w 1633 roku w obrębie wieży, i które zasilało załogę Kremla. W 1805 roku rozebrana i odbudowana od nowa. W 1812 wysadzona w powietrze przez wycofujących się Francuzów. Odbudowana w latach 1817-1819 (architekt: Joseph Bové).

### Baszta Pietrowska

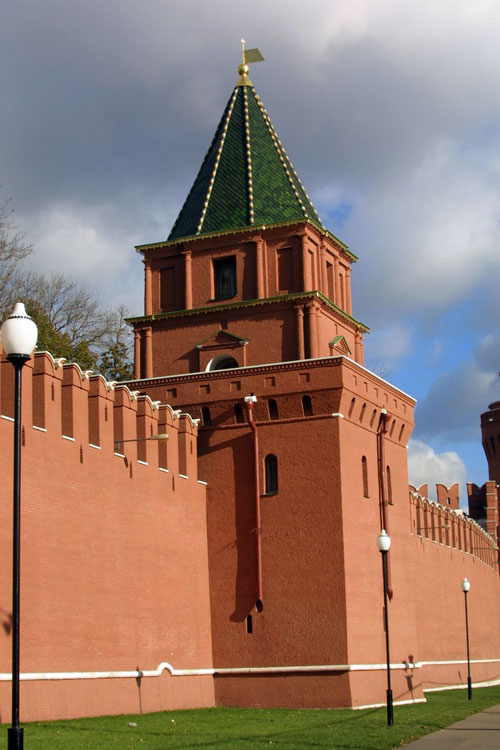
Baszta Pietrowska

Петровская башня (ros. Pietrowskaja) – zbudowana w 1480 r. Wysokość: 27,2 m, grubość ścian: 2-2,3 m, obwód: 40,8 m. Nazwa pochodzi od pobliskiej cerkwi Metropolity Piotra. Zniszczona podczas okupacji Kremla w 1612 r. i wkrótce odbudowana. W 1771 roku rozebrana w celu umożliwienia budowy Pałacu Kremlowskiego i odbudowana w 1783 r. Wysadzona w powietrze podczas okupacji przez wojska napoleońskie w 1812 r. Odbudowana w 1818 pod kierunkiem Josepha Bovégo). Wysokość: 27,15 m. Była używana jako budynek gospodarczy przez ogrodników kremlowskich.

### Baszta Tajna
Тайницкая башня (ros. Tajnickaja) – środkowa baszta w południowym odcinku murów kremlowskich. Wysokość: 38,4 m, grubość ścian: 4,4 m. Zbudowana pod kierunkiem Antonia Gilardiego w 1485 roku. Posiadała własną studnię i tajemną poternę, prowadzącą do rzeki Moskwy. Nazwa pochodzi od tego właśnie tajemnego przejścia. W roku 1770 rozebrana z powodu budowy Pałacu Kremlowskiego. Odbudowana w tym samym roku. Do roku 1917 z baszty oddawano codziennie o południu salut artyleryjski. W latach 1930–1933 poternę zamurowano i zabetonowano studnię.

### Baszta Beklemiszewska

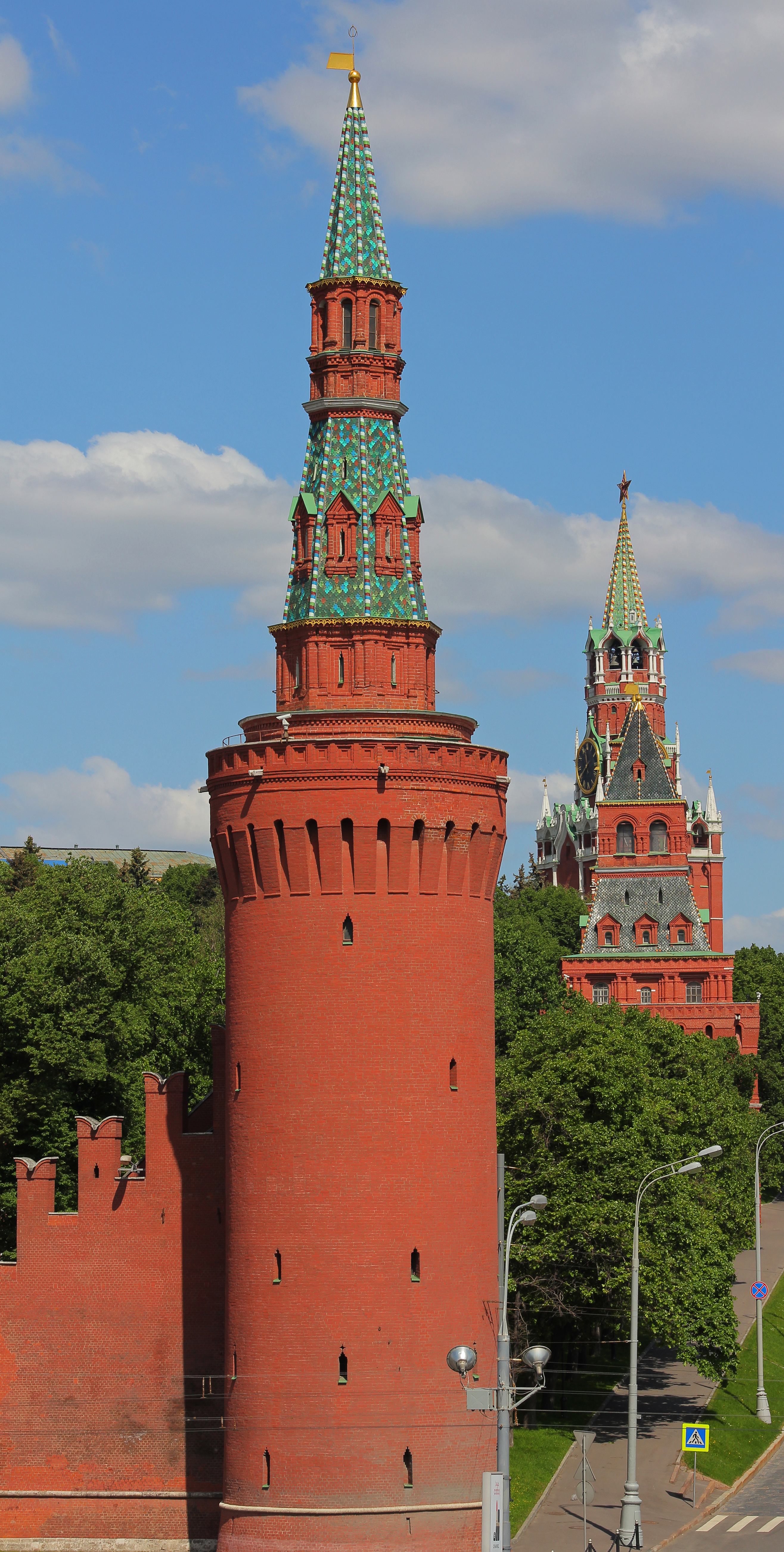
Baszta Beklemiszewska

Беклемишевская башня (ros. Beklemiszewskaja) – południowo-wschodnia baszta narożna, przy rzece Moskwa. Wysokość: 46,2 m, średnica 11 m, grubość ścian: 2,3 m, czteropoziomowa. Zbudowana w latach 1487-1488, pod kierunkiem Marco Ruffo w celu ochrony pobliskiego brodu na rzece. Nazwa pochodzi od posiadłości bojarskiej rodziny Beklemiszewów, znajdujących się tuż przy niej. W podziemiach mieściła korytarz podsłuchowy, służący do wykrywania prac minerskich przez siły oblegające Kreml. Zniszczenia powstałe w czasie Rewolucji Październikowej naprawione w 1920 roku pod kierunkiem architekta I.V. Rylskiego.

### Baszta Pierwsza Bezimienna
Первая Безымянная башня (ros. Pierwaja Biezymiannaja) – zbudowana w 1480 r. Wysokość: 34,15 m, grubość ścian: 2,3-2,7 m, obwód: 53,8m. W roku 1547 zniszczona wskutek eksplozji zmagazynowanego prochu. W 1770 rozebrana, w celu umożliwienia budowy Pałacu Kremlowskiego i odbudowana w 1783 r. Wysadzona w powietrze przez wojska napoleońskie w trakcie odwrotu w 1812. Odbudowana w 1818 (architekt: Joseph Bové).

### Baszta Druga Bezimienna
Вторая Безымянная башня (ros. Wtoraja Biezymiannaja) – zbudowana w 1487-88 r. Wysokość: 30,2 m, grubość ścian: 1,8-2,1 m, obwód: 40 m. W baszcie znajdowała się kuźnia. Wysadzona w powietrze podczas okupacji przez wojska napoleońskie w 1812 r. Odbudowana w latach 1816-1835 pod kierunkiem Josepha Bové.

### Baszta Konstantino-Jeleninska
Константино-Еленинская башня (ros. Konstantino-Jeleninskaja) – baszta panująca nad tzw. Zejściem Wasiliewskim (Васильевский спуск), które prowadzi od Placu Czerwonego do rzeki Moskwy. Wysokość: 36,8 m, grubość ścian: 3,3 m, obwód: 64,4 m. Zbudowana w 1490 r. pod kierunkiem Piotra Antonia Solariego, na fundamentach bramy do ‘Białego Miasta’. Nazwa pochodzi od pobliskiej cerkwi pod wezwaniem Konstantyna i Jeleny na Kremlu. Posiadała bramę i most zwodzony – rozebrane i zamurowane w końcu XVIII w.

### Baszta Nabatna
Набатная башня (ros. Nabatnaja) – zbudowana w 1495 r. na Wzgórze Wasilijewskim, naprzeciwko Cerkwi Wasyla Błogosławionego. Wysokość: 38 m, grubość ścian: 2,5 m, obwód: 4,4 m. Nazwa pochodzi od dzwonu alarmowego znajdującego się w tej wieży i służącego do alarmowania mieszkańców Moskwy (набат ros. – nabat oznacza „alarm”). Dzwon Nabatny, mieszczący się w wieży, odlany został w 1680 r. przez ludwisarza Fiedora Dmitriewa, ważył 2,45 ton. Dźwięk tego dzwonu posłużył Moskwianom jako sygnał do rozpoczęcia buntu w roku 1771. Po tym incydencie Katarzyna Wielka rozkazała usunąć dzwon z wieży. Dzwon znajduje się w zbiorach Arsenału Kremlowskiego. W latach 1970. baszta zaczęła się nachylać wskutek utraty gęstości gleby i pęknięcia fundamentu. Po wzmocnieniu gleby, a także podstawy wieży metalowymi obręczami zatrzymano nachylanie się, wieża jednak nadal odbiega o metr od pionu.

### Baszta Carska

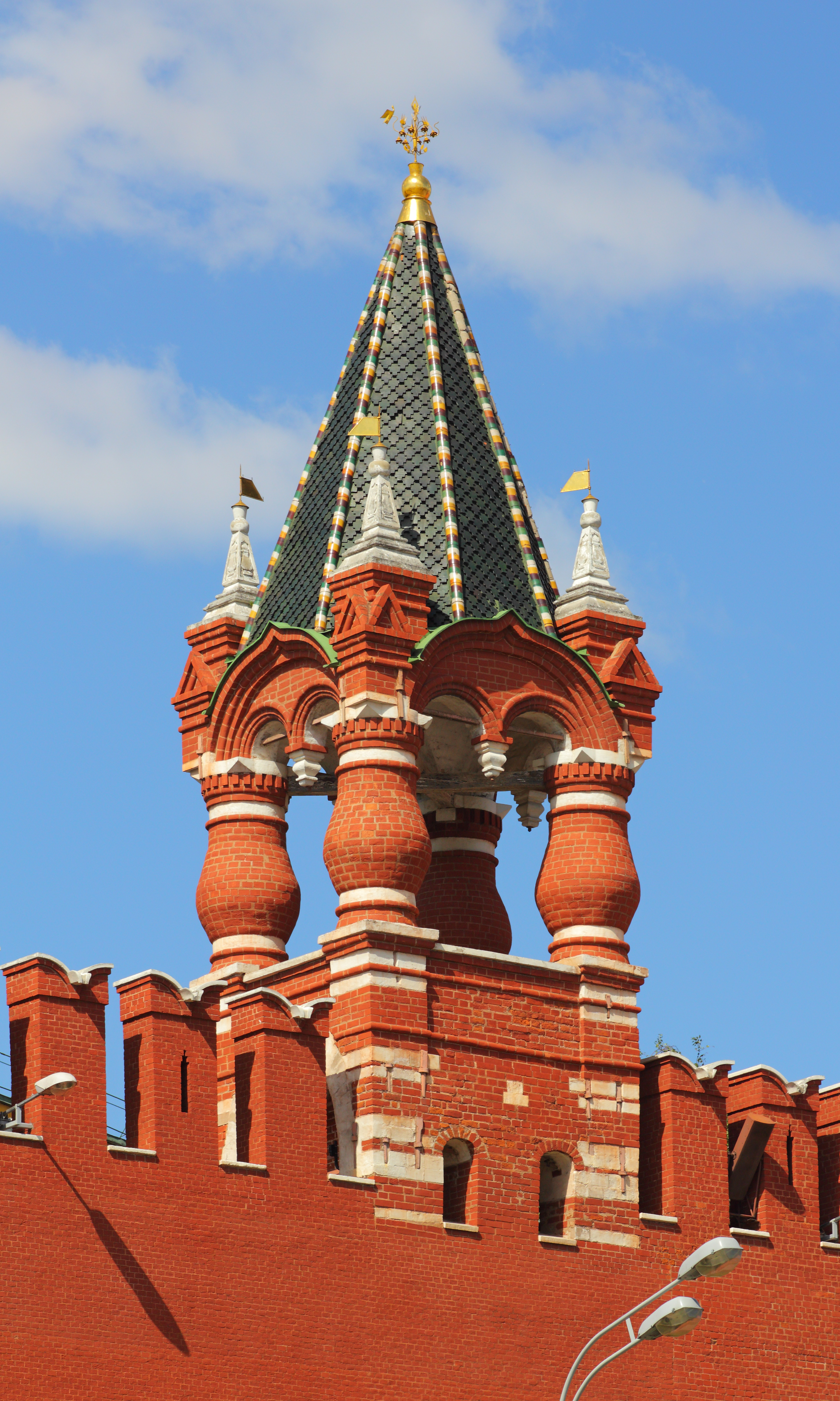
Baszta Carska

Царская башня (ros. Carskaja) – najmniejsza i najmłodsza baszta kremlowska. Wysokość: 16,7 m. Zbudowana w 1680 r. w miejscu drewnianej wieżyczki, z której, według podań, car Iwan Groźny zwykł obserwować życie miejskie na placu pod murami Kremla.

### Baszta Spasska
Główna baszta bramna na wschodniej pierzei murów kremlowskich, z reprezentacyjnym wejściem na Kreml.

### Baszta Senacka
Сенатская башня (ros. Senatskaja) – zbudowana w 1491 r., architekt – Pietro Antonio Solari. Wysokość: 34,3 m, grubość murów: 3,3 m, obwód: 47,3 m. Służyła do osłony murów kremlowskich od strony późniejszego Placu Czerwonego. Początkowo nie nosiła nazwy, swoją nazwę uzyskała po wzniesieniu w jej sąsiedztwie gmachu Senatu na Kremlu w roku 1787. W baszcie znajduje się przejście techniczne wiodące na Kreml.

### Baszta Nikolska

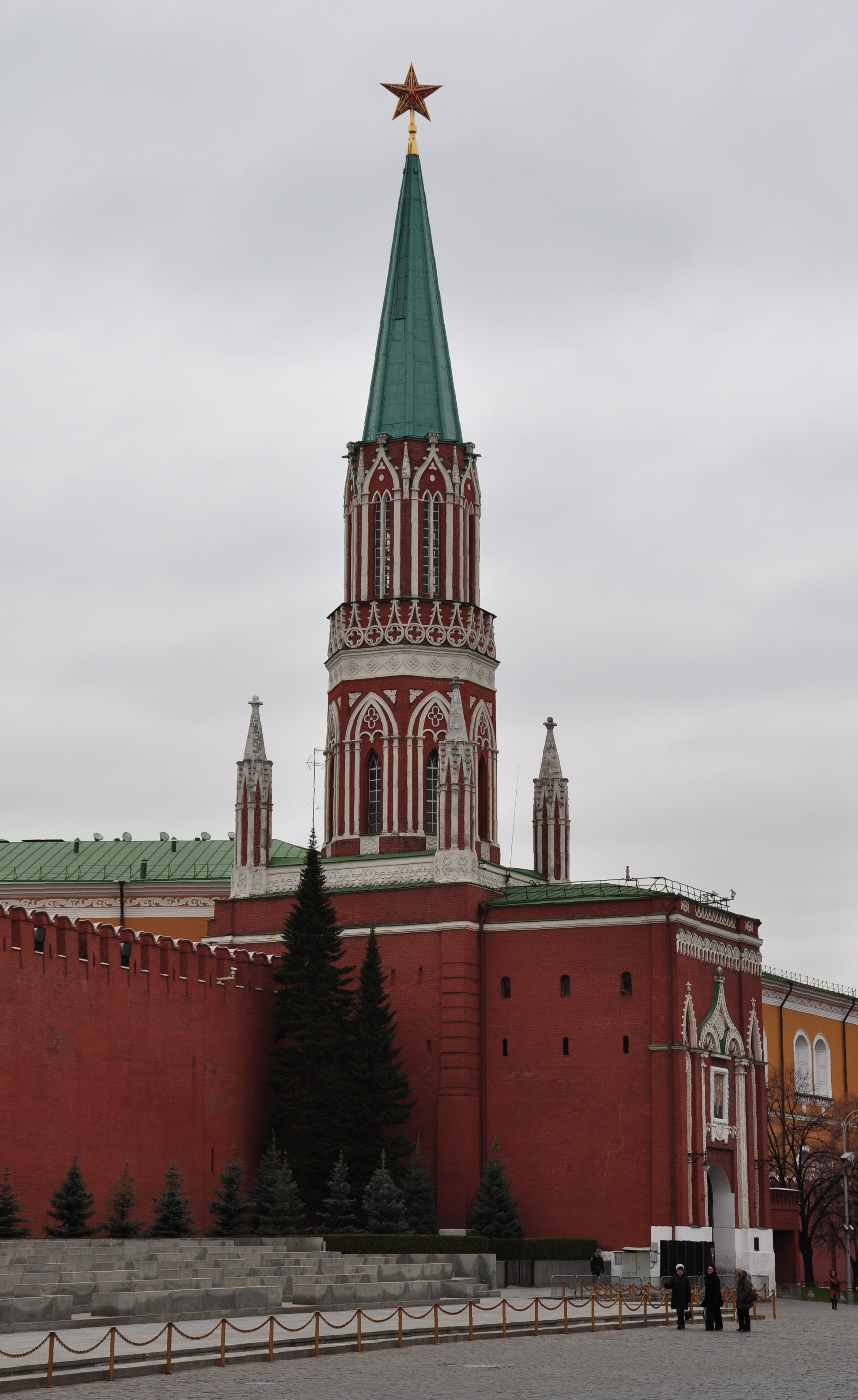
Baszta Nikolska

Никольская башня (ros. Nikolskaja) – baszta bramna, w północno-wschodnim odcinku murów kremlowskich. Wysokość: 70,4 m, grubość murów: 4,5 m, obwód: 60 m. Zbudowana w 1491 r., architekt – Pietro Antonio Solari. Nazwa pochodzi od cerkwi Mikołajewskiej, która wówczas znajdowała się w pobliżu, obecnie nieistniejącej. Ikona św. Mikołaja z Możajska z tej cerkwi przeniesiona została na frontową ścianę baszty. Pod tą ikoną Moskwianie mieli zwyczaj godzić się po waśniach. Przez tę bramę na Kreml wdarli się insurgenci dowodzeni przez księcia Dymitra Pożarskiego i Kuzmę Minina w 1612 r. W 1806 r. przebudowana w stylu neogotyckim pod kierunkiem architekta włoskiego Luigi Rusca, zniszczona przez francuskie wojska w 1812 r., odbudowana przez Josepha Bové w latach 1816-1819. Podczas tej odbudowy dodano także 4 białe wieżyczki narożne. Uszkodzona podczas Rewolucji Październikowej w wyniku ostrzału artyleryjskiego, odnowiona pod kierunkiem Mikołaja Markownikowa. W 1935 r. na szczycie wieży zamocowano czerwoną pięcioramienną gwiazdę. 5 lipca 2010 rozpoczęły się trwające 3 miesiące prace rekonstrukcyjne związane z odnowieniem ikony św. Mikołaja z Możajska. Ikona wróciła na swe miejsce i została ukazana na oficjalnej ceremonii 28 sierpnia 2010 z udziałem prezydenta Miedwiediewa i patriarchy Cyryla. Ten ostatni konsekrował ją później 4 listopada w Dzień Jedności Narodowej.

### Baszta Środkowa Arsenalna

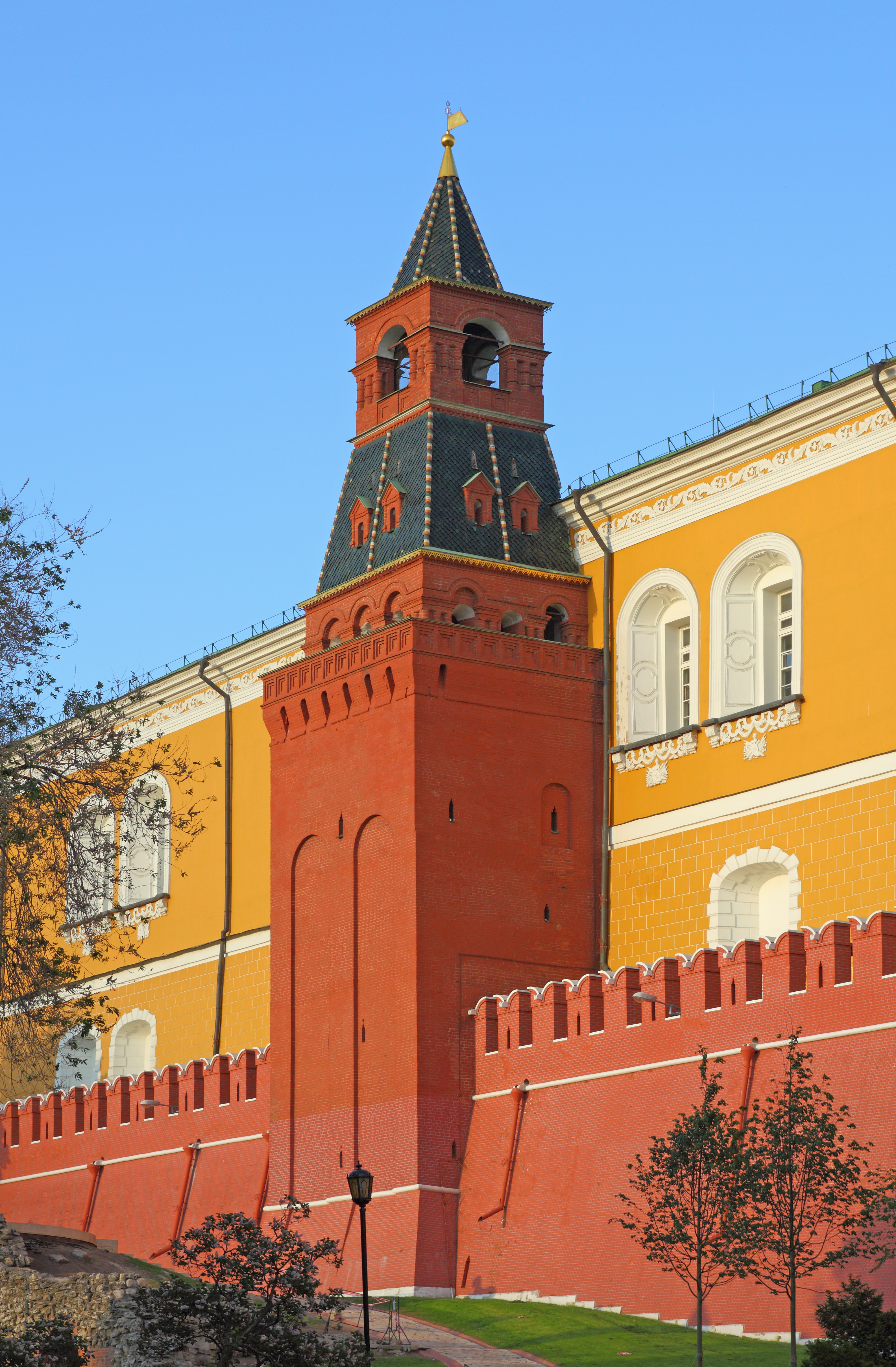
Baszta Środkowa Arsenalna

Средняя Арсенальная башня (ros. Sredniaja Arsenalnaja) – zbudowana w 1495 r. w północno-zachodnim odcinku murów Kremla, góruje nad Parkiem Aleksandrowskim. Wysokość: 38,9 m grubość murów: 2,5-5m, obwód: 57,5 m, trójpoziomowa. Nazwa pochodzi od pobliskiego Arsenału. Początkowo była zwana Niszową Basztą, od charakterystycznych dwóch nisz na ścianie frontowej. W 1860 r. dodano na szczycie punkt obserwacyjny, mający kształt piramidki. W 1821 r. podczas zakładania Parku Aleksandrowskiego u podstawy baszty wybudowano romantyczno-klasycyzującą grotę (projekt: Joseph Bové).

### Baszta Narożna Arsenalna
Арсенальная Угловая башня (ros. Ugłowaja Arsenalnaja) – zbudowana w 1492 r., architekt: Pietro Antonio Solari. Wysokość: 60 m, grubość ścian: 6m, obwód: 60,2 m, pięciopoziomowa. Początkowo nazywana Basztą Sobakinów, od pobliskiej rezydencji bojarskiej rodziny Sobakinów. Obecna nazwa pochodzi od pobliskiego Arsenału. Posiada własną studnię. W 1812 r. baszta została uszkodzona w wyniku eksplozji. Odbudowana w latach 1816-1819 (architekt Joseph Bové).

### Baszta Komendancka
Комендантская башня (ros. Komendanckaja) – zbudowana w 1492 r., architekt: Pietro Antonio Solari. Wysokość: 41,25 m, grubość murów: 1,7-3,3 m, obwód: 30,5m. Pięciopoziomowa, z wieżyczką obserwacyjną. Początkowo nosiła nazwę: Колымажная башня (ros. Kołymażnaja), od pobliskiej wozowni. Obecną nazwę zyskała w XIX w., po tym, jak w pobliskim pałacu Potieżnym ustanowiono siedzibę komendanta Moskwy.

### Baszta Troicka

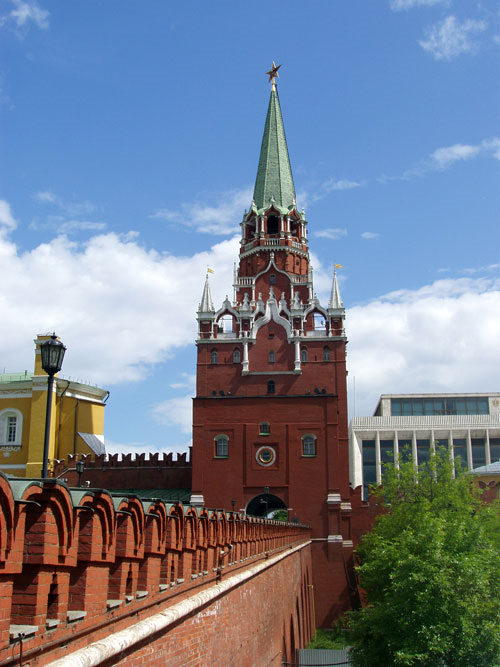
Most i baszta Troicka

Троицкая башня (ros. Troickaja) – baszta bramna, zbudowana w latach 1495-1499 pod kierunkiem włoskiego architekta Aloisio da Milano. Wysokość: 80 m – najwyższa baszta Kremla; grubość murów: 5,7-6,6 m obwód: 85,7 m. Posiada dwa poziomy piwniczne (z osobnym wyjściem) i sześć poziomów głównych. Zabezpieczała Most Troicki nad strumieniem płynącym wzdłuż zachodnich murów Kremla i północno-zachodnią bramę prowadzącą na Kreml. Obecna nazwa pochodzi z roku 1658, od zajazdu (‘Троицкое подворье’ ros. Troickoje podworje) znajdującego się w pobliżu na Kremlu lub od ikony św. Trójcy, wiszącej na zewnętrznej fasadzie baszty. Przez bramę w baszcie przechodzili na Kreml patriarchowie oraz żony i córki carów. W wiekach XVI-XVII w piwnicach baszty znajdowało się więzienie. W latach 1585–1812 na wieży znajdował się zegar wieżowy. We wrześniu 1812 r. Napoleon Bonaparte triumfalnie wprowadził swoje wojska na Kreml. W 1935 na szczycie wieży ustawiono czerwoną pięcioramienną gwiazdę. Obecnie mieści główne wejście turystyczne na Kreml.

### Baszta Zbrojowni
Оружейная башня (ros. Orużejnaja) – zbudowana w 1495 r, architekt: Pietro Antonio Solari. Wysokość: 38,9 m, grubość ścian: 1,7-2,4 m, obwód: 35 m. Początkowo nosiła nazwę: Конюшенная башня (ros. Koniuszennaja), od carskich stajni, które niegdyś znajdowały się w pobliżu. Obecna nazwa pochodzi od pobliskiego Arsenału.

### Kutafja
Barbakan przed mostem i bramą w baszcie Troickiej.

## Ciekawostki
- W latach 1499–1508 Baszta Troicka była najwyższym budynkiem w całym Wielkim Księstwie Moskiewskim. Przewyższyła go dopiero kremlowska Dzwonnica Iwana Wielkiego[5].
- Ściany baszt i mury kremlowskie przez większą część swojej historii były białe, początkowe ze względu na budulec – skały wapienne, później ceglane ściany były malowane na biało. Dopiero po rekonstrukcji w latach 80. XIX w. uzyskały charakterystyczny czerwony kolor. Nie jest to jednak naturalna barwa palonej cegły – co pewien czas mury malowane są na czerwono[1].
- Na krenelaż murów Kremla składa się 1045 zębów w kształcie „jaskółczych ogonów”[6].
- Odpowiedzialnym za odpalenie ładunków, które zniszczyły część baszt i murów Kremla w 1812 roku był Polak kpt. Franciszek Koss z korpusu inżynierów polskich.[13]